# Бернсдорф (Верхняя Лужица)
Бе́рнсдорф (нем. Bernsdorf; серболужицкое наименование — Не́джихов в.-луж. Njedźichow) — город в Германии, в земле Саксония. Подчинён административному округу Дрезден. Входит в состав района Баутцен. Подчиняется управлению Бернсдорф. Население составляет 5957 человек (на 31 декабря 2010 года). Занимает площадь 43,71 км². Официальный код района — 14 2 92 020.
Город подразделяется на 5 городских района:
- Вальдхов
- Видниц (Ветница)
- Гросграбе (Грабова)
- Цайсхольц (Чисов)
- Штрасгребхен (Надрозна-Грабовка)